# Крокодиловый кайман
Крокодиловый кайман, или очковый кайман, (лат. Caiman crocodilus) — один из видов кайманов.

## Внешний вид

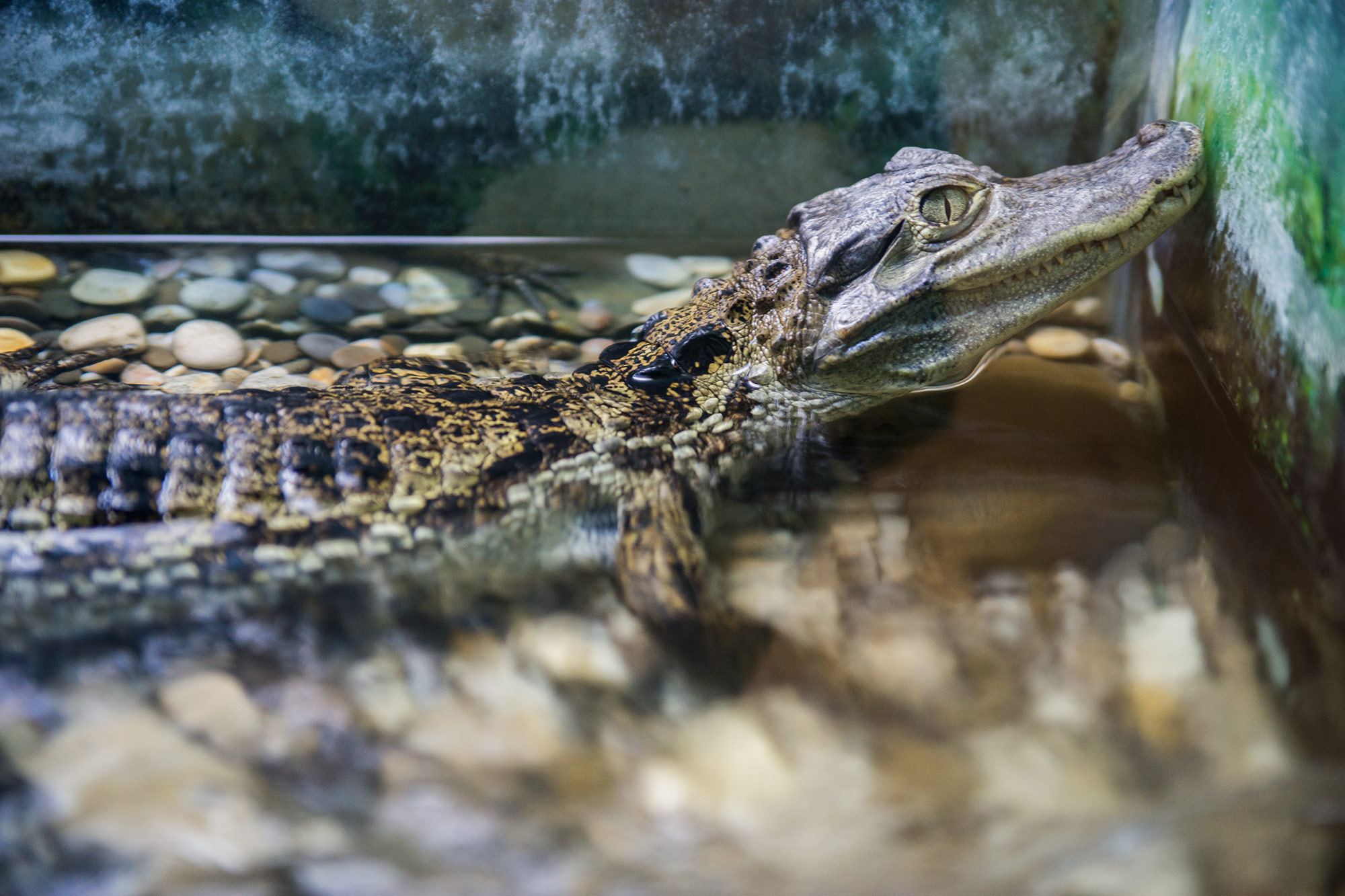
Крокодиловый кайман в Московском зоопарке

Это некрупный крокодил с довольно длинной, суженной спереди мордой и крупными зубами. Матерые самцы этого вида, как правило, от 1.8 до 2 м в длину, в то время как самки меньше, обычно - около 1.2-1.4 м. Масса тела большинства взрослых особей колеблется от 7 до 40 кг. Максимальный зарегистрированный размер для данного вида составляет 2.2 м, хотя существуют сообщения о животных длиной свыше 2.5 метров и весом до 58 кг. Самая крупная известная самка, как сообщается, была 1.61 м в длину и весила 20 кг. Кайманы из Венесуэлы крупнее, чем образцы из Мексики. Одно из названий этого вида ("очковый кайман") происходит от наличия костяного хребта между глазами, напоминающего очертания очков.
Молодые кайманы имеют жёлтую окраску с чёрными пятнами и полосами по всему телу; взрослые — оливково-зелёные. Способны немного изменять свой цвет, что обеспечивается клетками-меланофорами кожи. Так, в холодную погоду они становятся темнее. Подвиды кайманов различаются по окраске, размерам и очертаниям черепа.

## Распространение
Крокодиловый кайман распространён шире любого из аллигаторов: он водится от Белиза, Гватемалы и  Мексики до Перу, Боливии и Бразилии. Подвид C. c. fuscus интродуцирован на Кубе, Тринидад  и Тобаго, Доминиканской Республике и Пуэрто-Рико. Этот кайман достаточно терпимо относится к солёной воде, что позволило ему переселиться на некоторые близкие к материку острова, включая Арубу, Сент-Мартен, Мартинику, Гваделупу, Багамские острова, Тринидад и Тобаго.

## Образ жизни
Крокодиловый кайман приспособился к существованию во влажных низменностях и вблизи водоёмов, отдавая предпочтение стоячей воде. Большую роль в его распространении по ареалу играют плавучие острова из эйхорний (Eichhornia) и др. водных растений (т. н. «маты») — они дают молодым кайманам убежище и могут переносить их на большие расстояния и даже в открытое море. В засуху кайманы обычно закапываются в ил и впадают в спячку.
После сокращения численности главных естественных врагов крокодиловых кайманов - крупных крокодилов Crocodylus acutus, Crocodylus intermedius и чёрного каймана Melanosuchus niger, их численность во многих районах резко возросла.

### Питание
Основная пища этого каймана — моллюски, пресноводные крабы, земноводные, небольшие рептилии, мелкие млекопитающие и рыба. Большие самцы иногда могут атаковать более крупных позвоночных, включая млекопитающих — например, диких свиней или рептилий, таких как анаконды. Известны случаи каннибализма. В целом, крокодиловый кайман - оппортунистический хищник с очень гибкой диетой.
Кайманы являются важным звеном в экологической системе южноамериканских тропиков; в случае сокращения их поголовья популяции рыбы также сокращаются. Они также регулируют численность пираний в реках, хотя не являются такими специалистами по поеданию пираний, как, например, якарские кайманы.

### Естественные враги
Из-за своих небольших размеров и нехватки силы сами крокодиловые кайманы часто становятся жертвой ягуаров, крупных анаконд, крокодилов и чёрных кайманов.

## Размножение
Самцы и самки становятся половозрелыми в возрасте от 4 до 7 лет при длине тела 1,4 м и 1,2 м соответственно. Темпы роста и готовность к размножению у кайманов зависит от социального статуса — низкоранговые самцы растут медленнее. Брачный период длится с мая по август. В сезон дождей (июль—август) самка сооружает гнездо из гниющих растений, обычно среди зарослей. Кладка состоит из 15—40 яиц. Самка всегда остаётся вблизи гнезда, чтобы отгонять врагов; иногда несколько самок откладывают яйца в одном гнезде. Ящерицы тегу (Tupinambis) охотятся за каймановыми яйцами и могут уничтожить до 80 % кладок в районе. Инкубация длится 90 дней. После вылупления детёныши некоторое время находятся возле матери.

## Статус популяции
Из-за брюшных щитков-остеодерм кожа крокодилового каймана не идеальна для обработки; для выделки годится только кожа с боков. Интенсивно охотиться на этих кайманов стали, в основном, после истребления в 1950-х гг. других видов крокодилов. Кожу каймана часто выдают за кожу аллигатора; как и последних, кайманов разводят на фермах. Несмотря на охоту и отлов этих животных, в большинстве областей их популяция остаётся довольно стабильной благодаря высокой адаптируемости, истреблению людьми других видов крокодилов и увеличению площадей искусственных водоёмов.
Крокодиловый кайман внесён в Приложение II (подвид C. c. apaporiensis — в Приложение I) Конвенции CITES. Является охраняемым видом в Эквадоре, Мексике и Венесуэле; охота ограничена в Колумбии и Панаме.

## Подвиды
Известны 3 подвида:
- Caiman crocodilus apaporiensis — Апапорисский крокодиловый кайман[4], обитает на юго-востоке Колумбии в верховьях реки Апопорис. Внесён в Приложение I Конвенции CITES. Точная численность популяции неизвестна, приблизительно ок. 1000 животных.
- Caiman crocodilus crocodilus — Колумбия, Перу, частично Амазония (Бразилия).
- Caiman crocodilus fuscus обычен по всему ареалу, численность популяции превышает 100 000 особей. Интродуцирован на Кубе и Пуэрто-Рико.

Иногда выделяют и четвёртый подвид — C. c. chiapasius Boucurt, 1876.
Видовые синонимы:
- sclerops Schneider, 1801
- caiman Daudin, 1802
- alligator? Blumenbach, 1807
- punctulatus Spix, 1825
- vallifrons Natterer, 1841
- longiscuta Gray, 1862
- multiscuta Gray, 1869
- hirticollis Gray, 1869
- lacordairei Borre, 1869